# Межівський район
Межівськи́й райо́н — колишня адміністративно-територіальна одиниця України, що була розташована у південно-східній частині Дніпропетровської області. Населення на 1 лютого 2012 року становило 24 847 осіб.

## Географія
Межує з Васильківським, Петропавлівським, Покровським районами Дніпропетровської області та Добропільським, Покровським, Олександрівським районами Донецької області.
Основними водними артеріями району є мілководні річки Вовча, Солона та Бик.
Територію району із заходу на схід перетинають залізниці Чаплине — Ясинувата та Павлоград — Покровськ, автомобільна магістраль Київ — Дніпро — Донецьк (E50 (М04)).
Районний центр — смт Межова — розташоване на відстані 168 км від обласного центру.
Площа району — 125,1 тис. га. Населення — 25 тис. осіб.

## Історія
Межівський край своїм корінням сягає глибини віків. Звідси, з Дикого степу, йшли до Дніпра татари, а відважні запорізькі козаки перетинали їм дорогу. Межівський район створений у 1923 році на базі Павлоградського повіту Катеринославської губернії. У 1884 році у зв'язку з будівництвом залізниці Юзівка — Катеринослав була збудована залізнична станція Межова, яка дала назву сучасному селищу. Селище Межова створено в 1957 році об'єднанням сіл Григорівка, Кам'янка й Новослов'янка. Відтоді воно отримало статус селища міського типу.

## Адміністративний устрій
Район адміністративно-територіально поділяється на 2 селищні ради та 9 сільських рад, які об'єднують 52 населені пункти та підпорядковані Межівській районній раді. Адміністративний центр — смт Межова.

## Поселення
| Назва поселення                       | Населення, тисяч осіб | Населення, тисяч осіб | Населення, тисяч осіб |
| Назва поселення                       | 1886 рік              | 1989 рік              | 2001 рік              |
| ------------------------------------- | --------------------- | --------------------- | --------------------- |
|                                       | 5000-9999 осіб        |                       |                       |
| Межова                                |                       |                       | 8049                  |
|                                       | 2000-4999 осіб        |                       |                       |
| Новопавлівка                          | 3765                  |                       | 3439                  |
| (Підгороднє, увійшло до Новопавлівки) | 4396                  | -                     | -                     |
| Слов'янка                             | 3845                  |                       | 2304                  |
|                                       | 1000-1999 осіб        |                       |                       |
| Іванівка                              | 4885                  |                       | 1417                  |
| Демурине                              | -                     |                       | 1310                  |
| Веселе                                |                       |                       | 1081                  |
| Зоряне                                |                       |                       | 1021                  |
| Новопідгороднє                        |                       |                       | 1002                  |
|                                       | 500-999 осіб          |                       |                       |
| Райполе                               | -                     |                       | 806                   |
| Володимирівка                         |                       |                       | 804                   |
| Преображенка                          | -                     |                       | 517                   |
| Богданівка                            | -                     |                       | 510                   |

## Економіка
Основні галузі сільського господарства — рослинництво та м'ясо-молочне тваринництво. Загальна площа сільгоспугідь району становить 112,2 тис. га, із них ріллі — 93,4 тис. га, багаторічних насаджень — 1,0 тис. га, сіножатей — 0,5 тис. га, пасовищ — 17,3 тис. га.
У структурі посівних площ зернові культури становлять 54 %, технічні — 2 %, кормові — 17,5 %, картопля та овоче-баштанні культури- 0,5 %. На території району працюють 24 агротовариства та 64 фермерських господарства. З початком інвестування агропромислового комплексу значно поліпшилась економічна ситуація в районі. Розведенням великої рогатої худоби та виробництвом молока займаються 13 товариств, свинарством — 14 господарств, птицю вирощують і утримують для одержання товарного яйця 3 господарства.
У районі працюють 3 промислових підприємства — хлібокомбінат, ЗАТ «Ренклод» (соняшникова олія, борошно, крупи, хлібобулочні вироби, плодоовочеві консерви), ВАТ «Межівський сирзавод».

## Транспорт
Межівський район, будучи розташованим на східному кордоні Дніпропетровської області, має надзвичайно розгалужену транспортну комунікацію за напрямком схід-захід. А саме, автошлях E50М04 та три територіальні автошляхи Т 0406, Т 0428 та Т 0431.
А також проходять дві залізничні гілки за напрямком Західний Донбас — Покровський вугленосний район: Павлоград I — Покровськ та Чаплине — Покровськ.
Залізничні станції: Демурине та Слов'янка.
Зупинні пункти: № 15, № 16, № 18, № 19, 337 км, 347 км, 364 км, Кирпичеве, роз'їзд № 5 та Фурсове.

## Населення
Розподіл населення за віком та статтю (2001)
| Стать | Всього | До 15 років | 15-24 | 25-44 | 45-64 | 65-85 | Понад 85 |
| --- | ------ | ----------- | ----- | ----- | ----- | ----- | -------- |
| Чоловіки | 13 168 | 2621        | 1673  | 3795  | 3329  | 1679  | 71       |
| Жінки | 15 361 | 2466        | 1599  | 3695  | 4004  | 3233  | 364      |
| \| Статево-вікова піраміда \| Статево-вікова піраміда \| Статево-вікова піраміда \| \| ----------------------- \| ----------------------- \| ----------------------- \| \| Чоловіки \| Вік \| Жінки \| \| 71 \| 85 + \| 364 \| \| 93 \| 80-84 \| 380 \| \| 323 \| 75-79 \| 904 \| \| 688 \| 70-74 \| 1167 \| \| 575 \| 65-69 \| 782 \| \| 1180 \| 60-64 \| 1513 \| \| 515 \| 55-59 \| 708 \| \| 750 \| 50-54 \| 876 \| \| 884 \| 45-49 \| 907 \| \| 1120 \| 40-44 \| 1029 \| \| 975 \| 35-39 \| 1000 \| \| 903 \| 30-34 \| 864 \| \| 797 \| 25-29 \| 802 \| \| 770 \| 20-24 \| 762 \| \| 903 \| 15-20 \| 837 \| \| 1123 \| 10-14 \| 1014 \| \| 847 \| 5-9 \| 824 \| \| 651 \| 0-4 \| 628 \| |        |             |       |       |       |       |          |
| Статево-вікова піраміда |        |             |       |       |       |       |          |
| Чоловіки | Вік    | Жінки       |       |       |       |       |          |
| 71 | 85 +   | 364         |       |       |       |       |          |
| 93 | 80-84  | 380         |       |       |       |       |          |
| 323 | 75-79  | 904         |       |       |       |       |          |
| 688 | 70-74  | 1167        |       |       |       |       |          |
| 575 | 65-69  | 782         |       |       |       |       |          |
| 1180 | 60-64  | 1513        |       |       |       |       |          |
| 515 | 55-59  | 708         |       |       |       |       |          |
| 750 | 50-54  | 876         |       |       |       |       |          |
| 884 | 45-49  | 907         |       |       |       |       |          |
| 1120 | 40-44  | 1029        |       |       |       |       |          |
| 975 | 35-39  | 1000        |       |       |       |       |          |
| 903 | 30-34  | 864         |       |       |       |       |          |
| 797 | 25-29  | 802         |       |       |       |       |          |
| 770 | 20-24  | 762         |       |       |       |       |          |
| 903 | 15-20  | 837         |       |       |       |       |          |
| 1123 | 10-14  | 1014        |       |       |       |       |          |
| 847 | 5-9    | 824         |       |       |       |       |          |
| 651 | 0-4    | 628         |       |       |       |       |          |

## Освіта та культура
Район має 18 загальноосвітніх шкіл, 17 дошкільних закладів, 2 позашкільних заклади та професійно-технічне училище. Функціонують 34 клуби, 20 бібліотек, школа естетичного виховання дітей, історико-краєзнавчий музей, будинок творчості школярів.

## Медицина та спорт
До послуг населення районна та дільнична лікарні, 28 фельдшерсько-акушерських пунктів, амбулаторія, спортивний комплекс «Колос», футбольні поля та спортивні майданчики, 16 спортивних залів, стадіон.

## Політика
25 травня 2014 року відбулися Президентські вибори України. У межах Межівського району була створена 21 виборча дільниця. Явка на виборах складала — 55,20% (проголосували 10 718 із 19 418 виборців). Найбільшу кількість голосів отримав Петро Порошенко — 45,75% (4 903 виборців); Сергій Тігіпко — 12,77% (1 369 виборців), Анатолій Гриценко — 8,40% (900 виборців), Юлія Тимошенко — 7,97% (854 виборців), Олег Ляшко — 6,53% (700 виборців). Решта кандидатів набрали меншу кількість голосів. Кількість недійсних або зіпсованих бюлетенів — 2,66%.